# Alexandra Millard
Alexandra Millard (* 31. Dezember 2001) ist eine britische Leichtathletin, die sich auf den Mittelstreckenlauf spezialisiert hat.

## Sportliche Laufbahn
Erste internationale Erfahrungen sammelte Alexandra Millard bei den Crosslauf-Europameisterschaften 2022 in Turin, bei denen sie nach 20:27 min die Bronzemedaille im U23-Rennen hinter der Italienerin Nadia Battocletti und ihrer Landsfrau Megan Keith gewann. Zudem sicherte sie sich in der Teamwertung die Goldmedaille. Im Jahr darauf belegte sie bei den U23-Europameisterschaften in Espoo in 4:11,67 min den sechsten Platz im 1500-Meter-Lauf und zuvor gelangte sie bei den Crosslauf-Weltmeisterschaften in Bathurst mit 24:39 min auf Rang sechs in der Mixed-Staffel. Im Dezember wurde sie bei den Crosslauf-Europameisterschaften in Brüssel nach 27:37 min Elfte im U23-Rennen und sicherte sich in der Teamwertung erneut die Goldmedaille. Bei den Crosslauf-Weltmeisterschaften 2024 in Belgrad gewann sie in 23:00 min gemeinsam mit Thomas Keen, Adam Fogg und Bethan Morley die Bronzemedaille in der Mixed-Staffel hinter den Teams aus Kenia und Äthiopien.

## Persönliche Bestleistungen
- 1500 Meter: 4:11,67 min, 16. Juli 2023 in Espoo
- 5000 Meter: 15:27,02 min, 9. Februar 2024 in Boston